# Liste der Naturdenkmale in Martinshöhe
Die Liste der Naturdenkmale in Martinshöhe nennt die im Gemeindegebiet von Martinshöhe ausgewiesenen Naturdenkmale (Stand 2. April 2013).

## Naturdenkmale
| Nr.         | Bezeichnung | Lage                   | Beschreibung                                                                                    | Bild                                    |
| ----------- | ----------- | ---------------------- | ----------------------------------------------------------------------------------------------- | --------------------------------------- |
| ND-7335-180 | Elendsklamm | nordwestlich des Ortes | 3 km lange Buntsandsteinschlucht; flächenhaftes Naturdenkmal; teilweise zu Bruchmühlbach-Miesau | Direkt Bild zu diesem Denkmal hochladen |